# Jimmy Owens

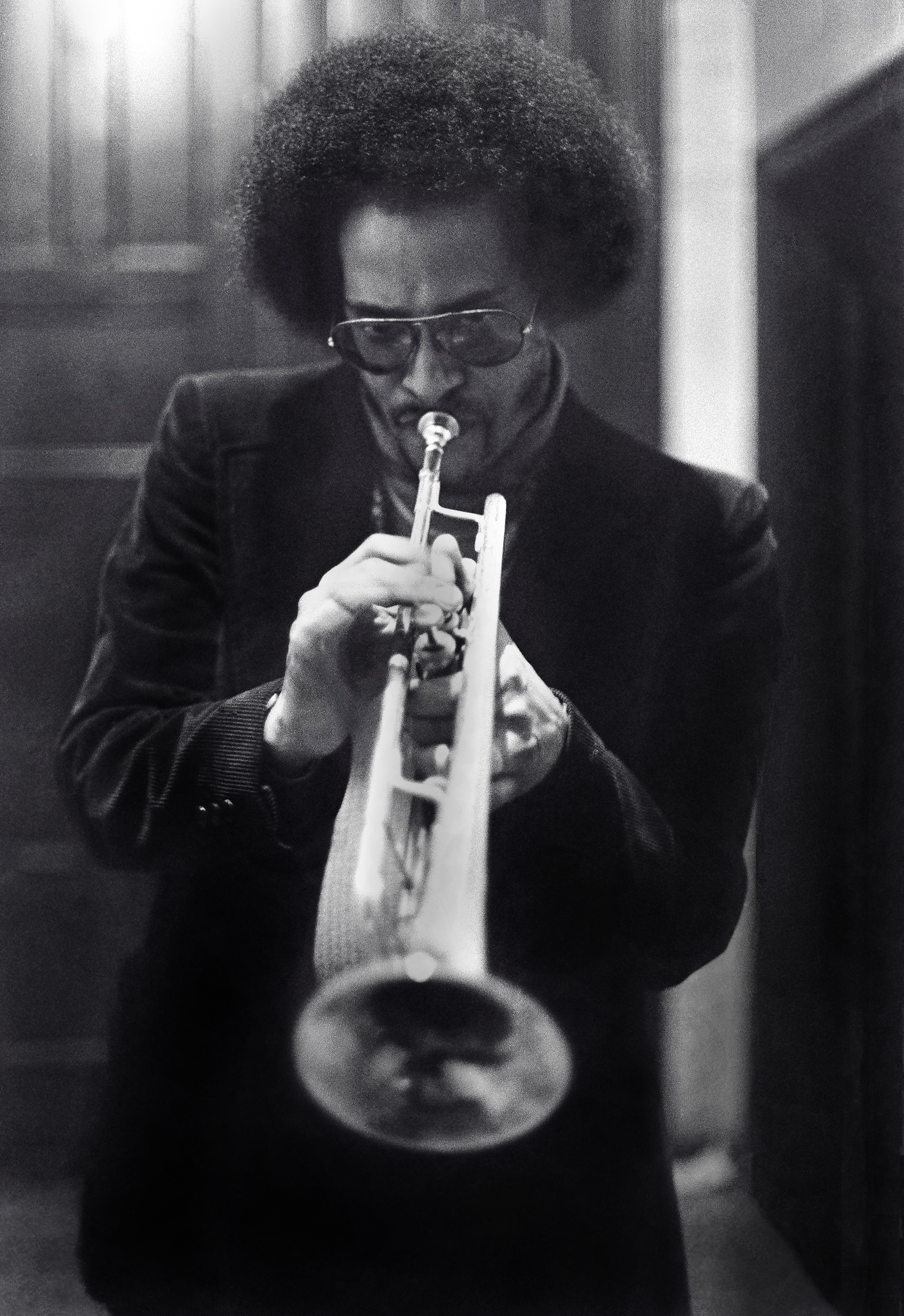
Jimmy Owens

James Robert „Jimmy“ Owens junior (* 9. Dezember 1943 in New York City) ist ein US-amerikanischer Jazz-Trompeter (Trompete, Flügelhorn) des Modern Jazz und Rockjazz.
Owens begann im Alter von zehn Jahren Trompete zu spielen und war später Schüler von Donald Byrd. 1959/60 trat er mit der International Youth Band von Marshall Brown auf dem Newport Jazz Festival auf. Er arbeitete in den 1960er Jahren u. a. mit Slide Hampton, Lionel Hampton (1963–1964), Bobby Timmons, Hank Crawford (1964–1965), Charles Mingus (Music Written for Monterey 1965), Herbie Mann (ab 1966), Clark Terry (Newport Jazz Festival 1968), Duke Ellington, Gerry Mulligan und Count Basie, der Big Band von Chuck Israels, dem Thad Jones/Mel Lewis Orchestra und der Dizzy Gillespie Reunion Band (1968), u. a. auf dem JazzFest Berlin.
Danach wirkte er vorwiegend in Europa. Später gehörte er zu den Gründern der Collective Black Artists und beteiligte sich am New Yorker Jazzmobile-Projekt. 1968 erschien sein Album You Had Better Listen mit Kenny Barron, 1973 Spectrum unter Billy Cobham. In den 1970er Jahren war er Leiter der New York Jazz Repertory Company und Mitglied der Bigband von David „Fathead“ Newman. 1993 war am Album SwingTime von Pete LaRoca sowie Joe Hendersons Bigbandproduktion Shade of Jade beteiligt. 2011 erhielt er das Jazz Masters Fellowship der staatlichen NEA-Stiftung.

## Aufnahmen (Auswahl)
- Gary Bartz: Libra/Another Earth (Milestone Records, 1967/68)
- Kenny Burrell: Blues - The Common Ground (Verve Records, 1968)
- Composers Workshop Ensemble mit Howard Johnson, Warren Smith, Julius Watkins, Al Gibbons, Johnny Coles, 1973
- Jaki Byard: On the Spot (OJC, 1965–67)
- Billy Cobham: Spectrum (Atlantic Records, 1973)
- Teddy Edwards: It's Alright (OJC, 1967)
- Booker Ervin: Heavy! (OJC, 1968)
- Archie Shepp: The Way Ahead (Impulse!)
- "Jimmy Owens", Horizon Records, 1976
- The Monk Project (IPO, 2011) mit Wycliffe Gordon, Marcus Strickland, Howard Johnson, Kenny Barron, Kenny Davis, Winard Harper